# 锡金王国
锡金王國是在1642年至1975年间存在的一个国家，清朝期間被稱為哲孟雄，由世袭的却嘉（国王）統治。原為清朝所属的西藏甘丹颇章政权的藩屬，1861年成为英属印度帝国保护国，1950年又成为印度保护国。1975年正式被印度吞并并成为印度的一个邦。第12代却嘉（国王）帕尔登·顿杜普·纳姆加尔流亡美国，宣称不承认印度对锡金的统治。1982年，帕尔登·顿杜普·纳姆加尔在美國紐約逝世，旺楚克·滕辛·纳姆加尔繼位。2003年，中华人民共和国承认印度对锡金拥有主权。此後锡金王室的王位不被任何国家政府承认。在文化和宗教方面，其与西藏和不丹联系甚密，从其首位国王由西藏迁移而来，和其与不丹有共同边界可以看出。

## 历史

### 早期历史
中国清代的古籍中，锡金名为“哲孟雄”（羅馬化：Dremoshong，直译：「产米之地」），早期西藏人移民称之为“登疆”（羅馬化：Drenjong，直译：「稻米之谷」）。到19世纪后，“Demojong”在英文文献中逐渐被Sikkim/Sikhim/Sukhym所替代。“Sikkim”（锡金现译名）一词则出自该地的林布族语言Su Khyim（意为“新宫殿”），即指彭措南杰（蓬楚格·纳穆加尔）新建之国。尼泊尔人移居于此称之为“新地方”。
远在公元7世纪，哲孟雄是吐蕃的一部分。9世纪时，哲孟雄成为独立的部落，但其境内的寺院仍隶属于西藏各大寺。锡金流传很多神话，但世袭君主国成立前的历史记载不多。之前锡金是雷布查族的居住地，他们多生活在喜马拉雅山的南面山坡地带。1642年，菩提亚族的蓬楚格·纳穆加尔建立纳穆加尔王朝，自称法王，锡金成为世袭君主国。蓬楚格·纳穆加尔是来自康巴地区的菩提亚人贵族，在莲华生相关传说的支持下，依靠宁玛派喇嘛降服了锡金土著雷布查人的势力。
1788年尼锡战争爆发，尼泊尔的廓尔喀军队入侵锡金，攻占锡金当时的首都拉布登策，锡金国王越境逃亡到西藏，在热日宗的春丕谷避难，廓尔喀军队继续向西藏推进，一度占领整个后藏并洗劫班禅喇嘛的驻锡地扎什伦布寺，结果达赖与班禅向清朝中央政府请求援军。乾隆皇帝先后两次用兵，最后由福康安和海兰察统率清军于1791年将廓爾喀人全部逐出西藏，并越境追击至尼泊爾王國首都加德满都城郊。廓尔喀军队在挫败清军前锋获得小胜后请降，从此成为中国的藩屬，这也是乾隆“十全武功”的最后一戰。清军击退廓爾喀后锡金本欲收复其失土，但这时尼锡战争中假意援助锡金的不丹军队突然攻击锡金，导致本来就已经被廓尔喀人打得溃不成军的锡金腹背受敌，结果锡金在提斯塔河谷地以西的大片领土仍然沦于尼泊尔之手，而提斯塔河谷地以东的领土则被不丹占领，锡金只保有提斯塔河上游的领土，比现在的锡金邦大不了多少的区域。

### 英國入侵锡金
1814年，英国东印度公司开始入侵锡金。
1835年，大吉嶺和蘭吉德河以南的地區割让给英國人。
1861年2月英國入侵哲孟雄，国王楚布南嘉在3月28日和英屬印度签订了《杜姆隆格條約》，哲孟雄正式成為英國的保護國。
1888年，英军经锡金出兵西藏，驅逐佔領爭議領土隆吐山的藏軍，並攻佔亞東等要隘。中国清政府一意妥協，速派駐藏幫辦大臣升泰前去議和。
1889-1908年，英屬印度政府委派約翰·克勞德·懷特爲首任駐錫金政務官，懷特於錫金進行地理勘察及開墾荒地，並引進大量尼泊爾農民。
1890年3月17日，升泰與英國駐印度總督蘭斯頓在加爾各答簽訂《中英藏印條約》，共八款。主要內容為：清政府承認錫金歸英國保護；劃定中国西藏和錫金的邊界，游牧、通商等問題，留待日後再議。由此清廷承认锡金成为英国的保护国。1893年12月5日又簽訂了《中英藏印續約》，解決游牧、通商等問題。
19世紀，大批信奉印度教的尼泊爾人受英國殖民政府之鼓勵而開始移居錫金南部，之後被稱為錫金－尼泊爾人。

### 英印帝国与锡金
1918年，英國殖民者把政權交還給塔希·纳姆加尔國王。塔希國王實行許多經濟和社會改革，廢除各種無償勞役，徹底檢查稅收制度，廢除地主的行政和司法職能，開始進行土地改革。
1935年，英国议会通过《印度政府法案》，法案在印度独立前起宪法作用，该法案将锡金划入土邦范畴。

### 印度进驻锡金
1947年，印度独立，英国在亚洲的势力和影响不再存在，印度人继承英国在锡金的地位。印度与锡金签订《维持现状协定》，继续派驻驻锡金政治专员。受印度扶持的錫金國會黨发起不合作運動，要求国王进行改革。同年5月9日，國會黨政府正式成立，但遭锡金王族强烈反对而解散，随后反对君主制的群众运动也日渐兴起。
1949年6月初，印度以「防止动乱和流血」为藉口，派軍隊入侵锡金，強行接管成立不到一个月的新政府，并委任印度人拉尔为錫金首相。
1950年12月5日，印度政府和锡金签订《印度锡金和平条约》，规定锡金为印度的「保护国」，条约规定锡金在内政方面享有自治权，但印度控制锡金的国防、外交、经济、邮政、银行、红十字会、国际援助等权利。
1968年8月，甘托克爆发反印示威，要求废除《印度锡金和平条约》。锡金的却嘉与其美国出生的妻子霍普·库克希望获得更大独立性，与印度政府矛盾加深。
1973年4月，锡金发生反对君主制的骚乱，一位锡金公主指责“印度低级情报人员”挑起麻烦，随后印度军队对锡金实行軍事管制。锡金的却嘉、代表锡金人民的政党领导人和印度政府于1973年5月8日制定三方协议，以进行行政改革，君主被剥夺了实际权力。
1974年4月，亲印度的锡金國民大會在选举中获胜，根据该协议组建第一个民选政府。
1974年6月20日，锡金议会通过了由印度拟定的锡金宪法，规定印度政府派驻的政治专员为政府首腦和议会议长。同年9月印度议会两院提议锡金为印度的副邦（associate state，又译联系邦），在印度人民院及聯邦院各为锡金设一个议席。

### 併入印度
1975年，印度軍隊解散錫金國王的宮廷衛隊，软禁了锡金国王帕尔登·顿杜普·纳姆加尔。4月10日，錫金議會通過決議廢黜国王及君主制，把錫金變為印度的一個邦。4月14日，錫金在印度的主导下举行了全民投票，决定锡金君主去留。在尼泊爾移民壓倒性的選票支持下，一人一票公投投出和印度合併的結果——投票结果显示大部分錫金人同意并入印度。随后印度议会通过第35、36号《印度宪法修正案》，正式接纳锡金成为印度的一个邦。

## 锡金却嘉
锡金的世袭君主称为却嘉，意为“法王”（也译为国王），英属印度将其称为玛哈拉贾（大君）
| #  | 统治时期      | 画像/照片 | 名字                                    | 锡金语 | 威利转写                      | 拉丁化                 | 大事记 |
| -- | ------------- | --------- | --------------------------------------- | ------ | ----------------------------- | ---------------------- | --- |
| 1  | 1642年–1670年 |           | 彭措南嘉 （蓬楚格·纳穆加尔）            |        | phun tshog rnam rgyal         | Phuntsog Namgyal       | 锡金却嘉王朝建立者，定都尤卡索姆（Yuksom）                                                                                             |
| 2  | 1670年–1700年 |           | 丹松南嘉 （丹松·纳穆加尔）              |        | bstan srung rnam rgyal        | Tensung Namgyal        | 迁都拉布登策（Rabdentse） |
| 3  | 1700年–1717年 |           | 查多南嘉                                |        |                               | Chakdor Namgyal        | 蓓蒂旺姆（Pendiongmu）是先王的长女，逃往不丹，欲夺位，使得不丹出兵占领锡金达八年之久。查多南嘉逃往拉萨，在西藏的帮助下夺回了王位 |
| 4  | 1717年–1733年 |           | 居冕南嘉                                |        | 'gyur med rnam rgyal          | Gyurmed Namgyal        | 锡金遭到了廓尔喀军队的袭击 |
| 5  | 1733年–1780年 |           | 彭措南嘉二世                            |        | phun tshog rnam rgyal         | Phuntsog Namgyal II    | 廓尔喀军队洗劫了锡金首都拉布登策                                                                                                 |
| 6  | 1780年–1793年 |           | 丹增南嘉                                |        | bstan 'dzin rnam rgyal        | Tenzing Namgyal        | 因廓尔喀的入侵逃往西藏，并在西藏逝世                                                                                             |
| 7  | 1793年–1863年 |           | 楚布南嘉                                |        |                               | Tshudpud Namgyal       | 锡金历史上在位时间最长的国王。他将首都从拉布丹泽迁到了杜姆隆格（Tumlong）。英国势力开始进入锡金。                                       |
| 8  | 1863年–1874年 |           | 锡东南嘉                                |        |                               | Sidkeong Namgyal       | |
| 9  | 1874年–1914年 |           | 图多南嘉                                |        | mthu stobs rnam gyal          | Thutob Namgyal         | 1889年起英国开始向锡金派驻专员。1894年首都迁往甘托克                                                                             |
| 10 | 1914年        |           | 锡东祖古南嘉                            |        |                               | Sidkeong Tulku Namgyal | 锡金历史上在位时间最短的国王 |
| 11 | 1914年–1963年 |           | 塔希·纳姆加尔 （札西南嘉）              |        | bkra shis rnam rgyal          | Tashi Namgyal          | 1950年，锡金成为印度的保护国 |
| 12 | 1963年–1975年 |           | 帕尔登·顿杜普·纳姆加尔 （佩登东杜南嘉） |        | dpal ldan don grub rnam rgyal | Palden Thondup Namgyal | 1975年，锡金被印度吞并，成为印度的锡金邦                                                                                         |

## 国家象征

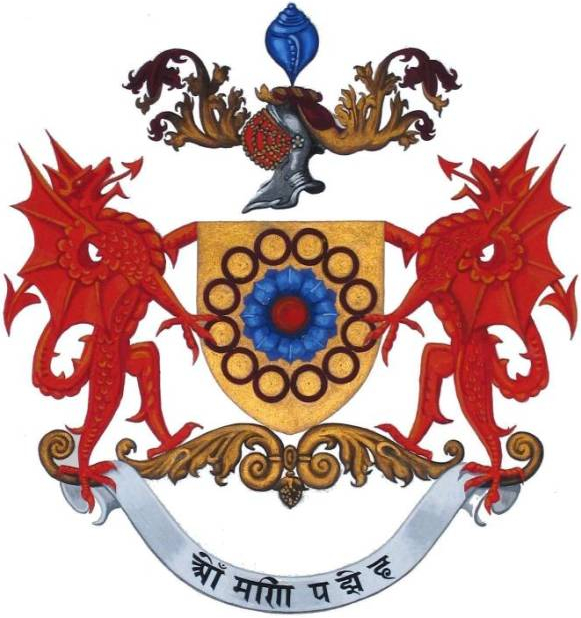
锡金王国非正式国徽之一

锡金王国国旗之一

锡金王国国旗之一

锡金王国国旗之一

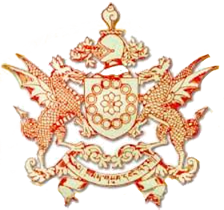
锡金王国非正式国徽之一

锡金国旗地为白色，四周有红色宽边，旗面中央是一个法轮。锡金被称为“山顶王国”，国旗四周的红边象征这个国家周围由巍峨雄壮、起伏连绵的喜马拉雅山脉环绕；法轮是佛教的圣物，既表示锡金是一个笃信佛教的国家，又象征世间万物轮转相传，繁荣进步。
锡金国徽中央为一个盾牌，两侧由两条龙扶持着，中央的元素还包括用莲花装饰的佛教法轮。位于上方的是一个更像繡着欧洲纹章的帽盔，再上面是右旋海螺和一个代表唤醒弟子并督促他们去实现自己和他人福祉的佛教符文。
锡金灭亡以后，锡金王国国旗被废除，但国徽被保留，作为锡金的徽章。
中华人民共和国政府过去一直拒绝承认印度对锡金拥有主权，依印度媒体说法，中华人民共和国是世界上最后一个承认锡金属于印度的國家。
2003年，中华人民共和国总理溫家寶與印度总理阿塔尔·比哈里·瓦杰帕伊會面後，中华人民共和国对于锡金地位的态度才开始转變，“锡金问题已经不再成为中国和印度之间的问题”。
2005年，中华人民共和国出版的地图上已不再把锡金标示为“主权国家”。

## 注脚
1. ↑  张永攀. . 《中国边疆史地研究》. 2020年12月, 30 (4)  [2023-08-01]. （原始内容存档于2023-08-01）.
2. ↑  James Minahan. . Greenwood Publishing. 2002年: 1729.（英文）
3. ↑  Chawla, Swati. . India Quarterly: A Journal of International Affairs. 2023-03, 79 (1)  [2023-08-04]. ISSN 0974-9284. doi:10.1177/09749284221147271. （原始内容存档于2023-08-04） （英语）.
4. 1 2  . The Hindu. 2013-04-14  [2023-08-02]. ISSN 0971-751X. （原始内容存档于2023-08-13） （印度英语）.
5. 1 2  KT, GYALTSEN. . Sikkim Express. 2022-01-25  [2023-08-04]. （原始内容存档于2022-01-27）.
6. ↑  . Library of Congress.   [2023-08-01]. （原始内容存档于2023-08-01）.
7. ↑  . 中华人民共和国外交部. 2003-06-25  [2020-12-25]. （原始内容存档于2021-05-15） （中文（简体））.
8. ↑  . 中华人民共和国外交部.   [2005-04-12]. （原始内容存档于2023-08-01）.
9. ↑  . 国际先驱导报. 2005-04-18  [2008-02-12]. （原始内容存档于2011-05-14） （中文（简体））.